# Soběchleby (Blšany)
Soběchleby jsou vesnice, část města Blšany v okrese Louny. Nachází se asi tři kilometry východně od Blšan. Vede jimi silnice silnice II/221 a protéká je Černocký potok. Soběchleby leží v katastrálním území Soběchleby u Podbořan o rozloze 8,71 km².

## Historie
První písemná zmínka o vesnici pochází z roku 1322.

## Obyvatelstvo
Při sčítání lidu v roce 1921 zde žilo 603 obyvatel (z toho 296 mužů), z nichž bylo 81 Čechoslováků, 516 Němců a šest cizinců. Kromě tří příslušníků nezjišťovaných církví a dvou lidí bez vyznání se hlásili k římskokatolické církvi. Podle sčítání lidu z roku 1930 měla vesnice 628 obyvatel: 103 Čechoslováků, 520 Němců a pět cizinců. Většina jich byla římskými katolíky, ale žilo zde také šest evangelíků, pět členů církve československé, dva členové nezjišťovaných církví a dva lidé bez vyznání.
|           | 1869 | 1880 | 1890 | 1900 | 1910 | 1921 | 1930 | 1950 | 1961 | 1970 | 1980 | 1991 | 2001 | 2011 |
| --------- | ---- | ---- | ---- | ---- | ---- | ---- | ---- | ---- | ---- | ---- | ---- | ---- | ---- | ---- |
| Obyvatelé | 586  | 553  | 607  | 704  | 664  | 603  | 628  | 268  | 296  | 266  | 208  | 163  | 140  | 129  |
| Domy      | 80   | 88   | 94   | 108  | 117  | 120  | 127  | 116  | 83   | 75   | 68   | 76   | 77   | 82   |

## Pamětihodnosti
- Památkově chráněné kostel svatého Jiří byl postaven na konci 18. století v barokním slohu. Má obdélný půdorys s trojboce zakončeným presbytářem. Hlavní oltář pochází z roku 1637.[8][9]
- přírodní památka Soběchlebské terasy jeden kilometr severovýchodně od vesnice

## Galerie

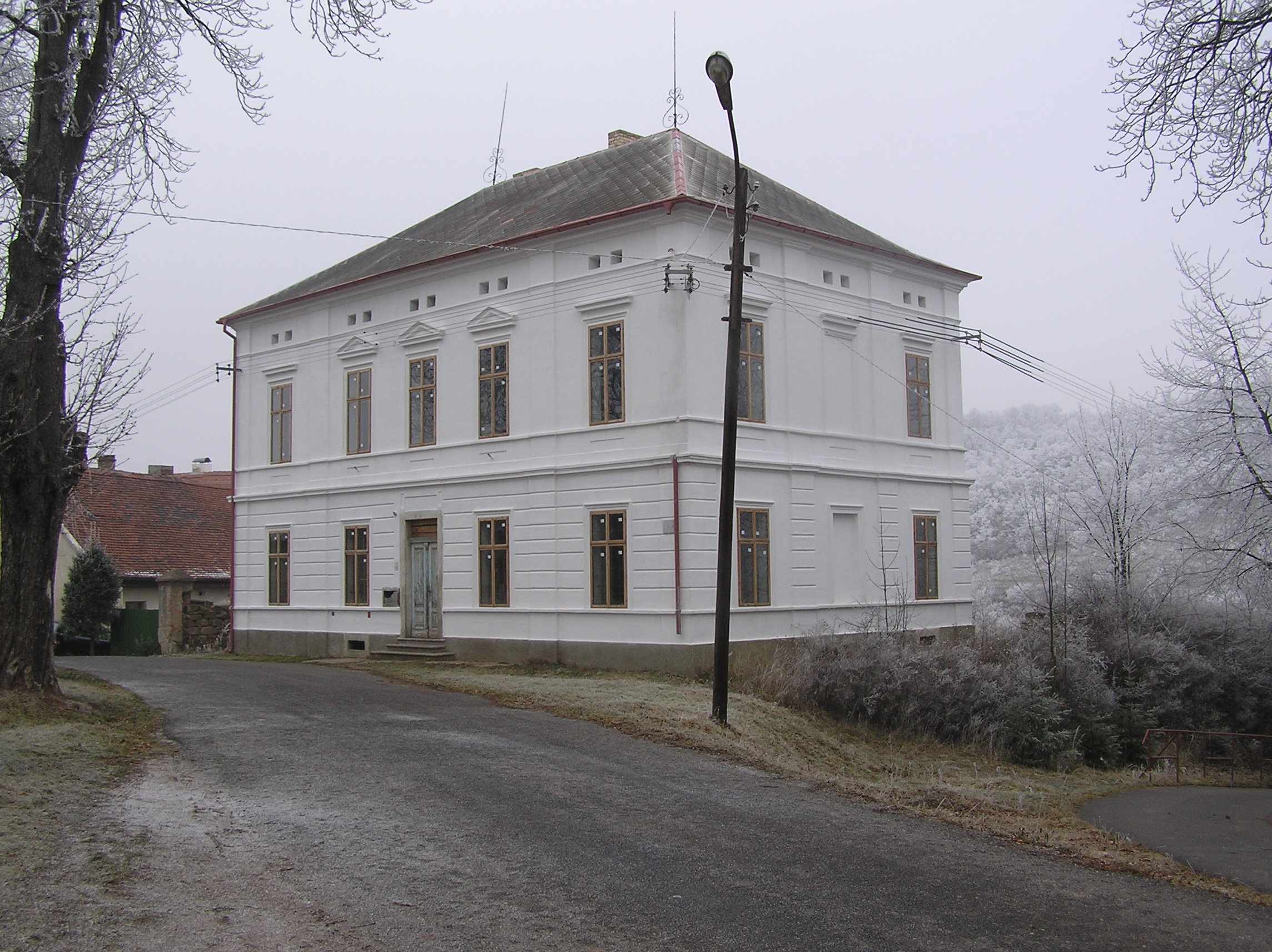
Bývalá škola
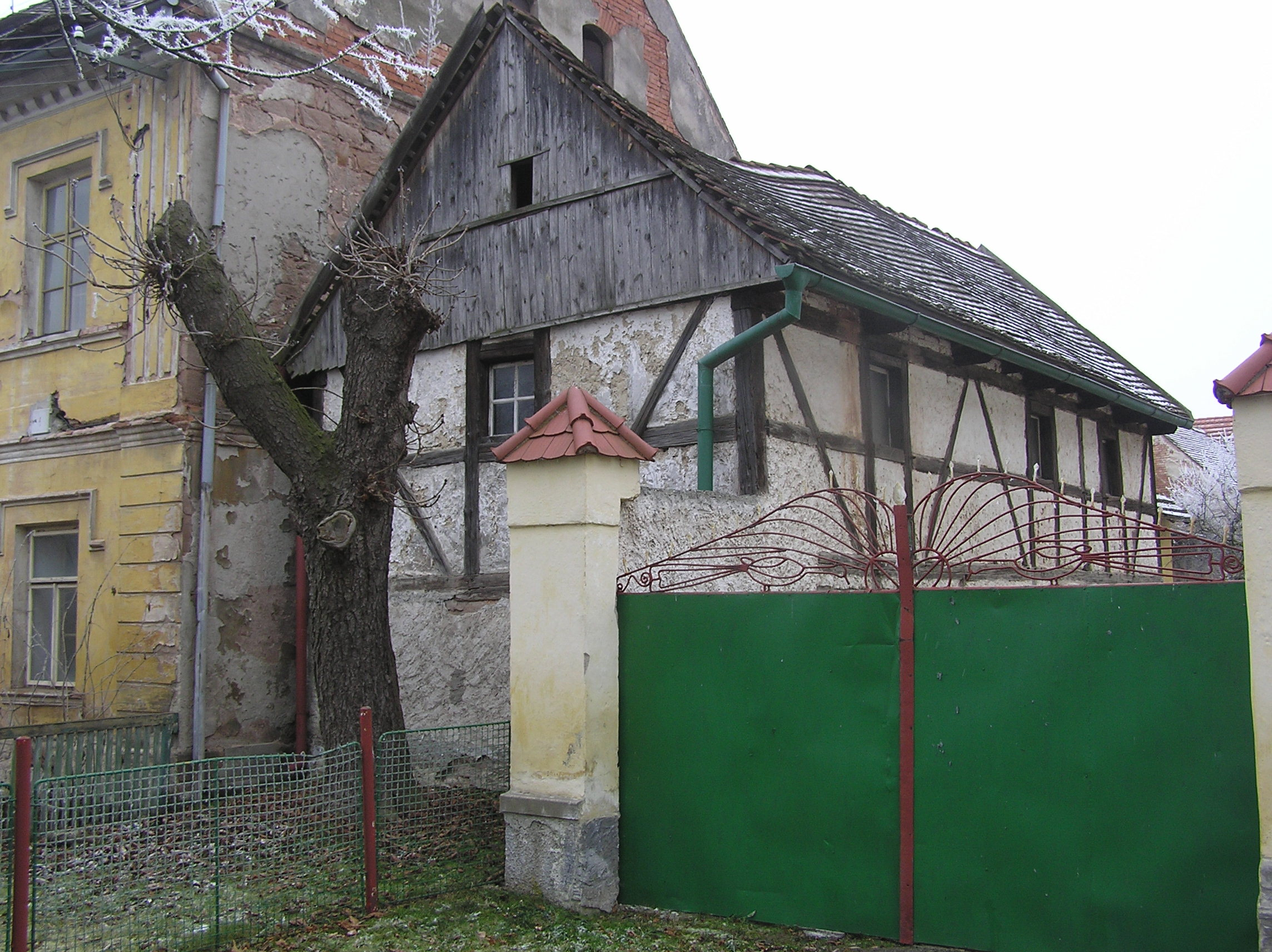
Hrázděnka
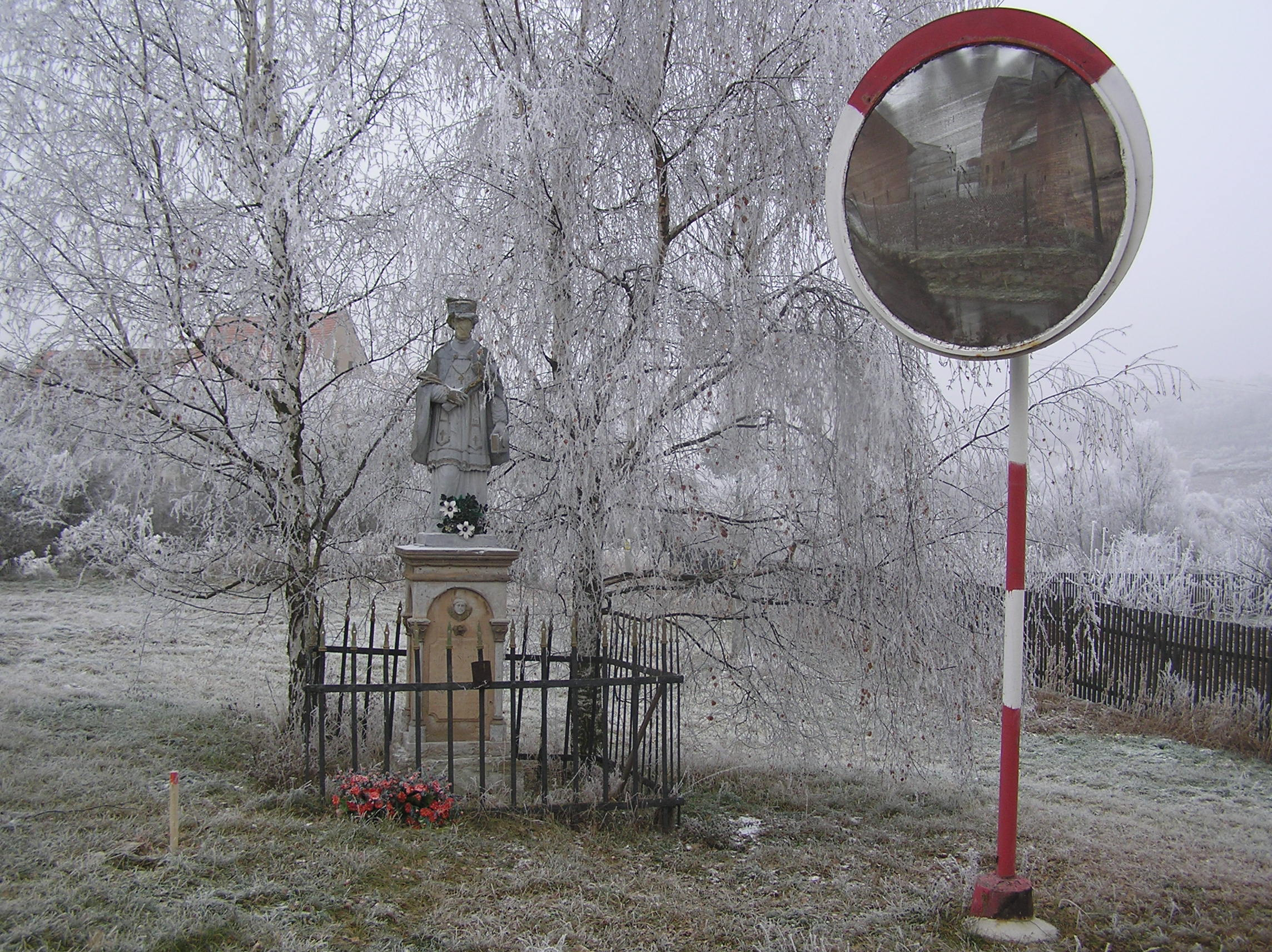
Plastika svatého Jana Nepomuckého